# Ježek západní

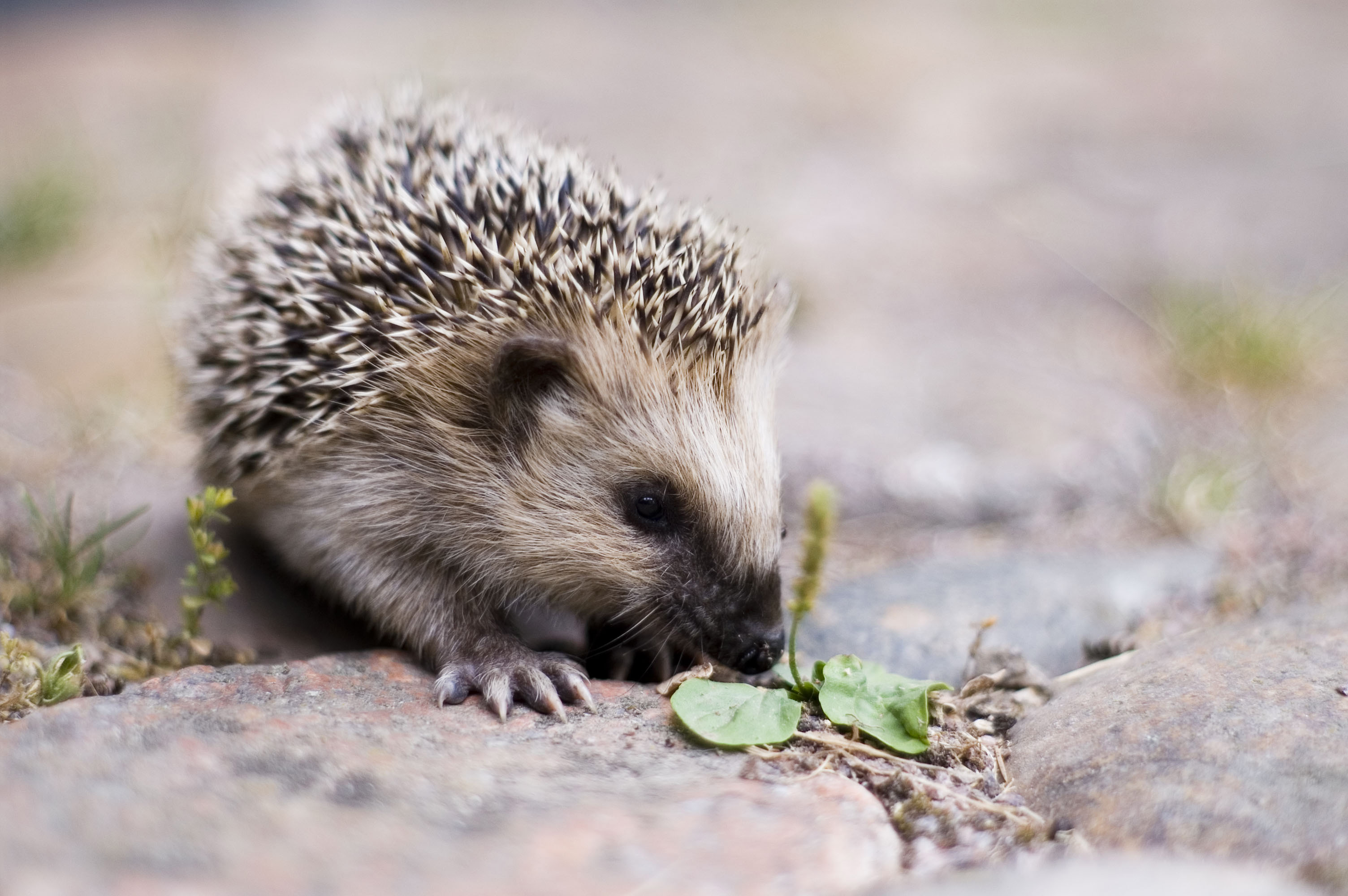
Mladý ježek západní

Ježek západní (Erinaceus europaeus), známý též jako ježek obecný, je spolu s ježkem východním jediným zástupcem čeledi ježkovitých (Erinaceidae) v Česku. Vyskytuje se v podstatě na celém území České republiky. Obývá území od nížin až po výšku 800 m n. m., výjimečně jej můžeme spatřit až 1100 m vysoko. Žije na okrajích lesů, na pasekách, v křovinatém terénu, v parcích a zahradách nebo ve městech. (K rodu ježek viz také Erinaceus.)

## Popis
Ježek západní je až 31 cm velký a až 1300 g vážící hmyzožravec, který svými rozměry patří k největším hmyzožravcům v Evropě. Je o něco větší než ježek východní. Srst, která pokrývá nohy, břicho, hrdlo, krk a část hlavy, je řídká a hrubá, na bocích hnědá, na břiše světlá s podélnou hnědou skvrnou. Skvrna je u mladých nebo starých jedinců méně výrazná. Typicky zbarvená je srst hlavy, resp. obličejové masky: na světlé hlavě má tmavohnědý pruh tvarovaný do písmene V – táhne se od čenichu k očím a tvoří ježkovi západnímu tzv. brýle. Hřbet a boky kryje 7000–8000 bodlin, které jsou 2–3 cm dlouhé, stejnoměrně tmavo-bíle pruhované a pravidelně uspořádané, „učesané“ jedním směrem – dozadu.
Ze smyslů má nejlépe vyvinutý čich, cítí i potravu žijící v zemi. Kromě čichových buněk v čenichu má funkční přídatný čichový orgán na horním patře v ústní dutině, tzv. Jacobsonův orgán. Na konci čenichu má hmatové vousy. Kromě čichu mu v orientaci nejvíce pomáhá sluch. Vidí špatně ve dne i v noci.[zdroj?]
Odlišení od ježka východního:
- spolehlivým znakem ježka západního je typické zbarvení čelní masky (tmavé chlupy táhnoucí se od čenichu k očím, tzv. brýle), barva a uspořádání bodlin – bodliny jsou pravidelně pruhované a směřují jedním směrem, dozadu; břicho: podélná tmavá skvrna (někdy špatně viditelná);
- bodliny ježka východního jsou nepravidelně pruhované a směřují všemi směry; břicho: v mládí tmavé, ve stáří světlé – nápadná světlá náprsenka;
- ježek západní, jako původně lesní druh, vyhledává spíše listnaté a smíšené lesy pahorkatin a vrchovin s hustým podrostem, případně parky, zahrady a sady ve vesnicích a městech; ze zimního spánku se probouzí později;[5]
- ježkovi východnímu, jako původně stepnímu a lesostepnímu druhu, více vyhovuje zemědělská krajina nížin, kde se drží na mezích, v křovinatých stráních, ve stržích, větrolamech atp., ale nevyhýbá se ani lidským sídlištím; zjara se probouzí o měsíc dříve a s tímto časovým náskokem se také začíná rozmnožovat.[5]

## Chování
Kromě období rozmnožování žije ježek západní samotářsky. Je aktivní v noci, kdy bývá slyšet jeho funění a dupání; během noci urazí 700–1500 metrů. Ve dne odpočívá v hnízdě vystlaném trávou a listím, umístěném v méně dostupných místech, např. pod většími kameny a padlými kmeny, mezi kořeny stromů a keřů, pod chrastím, u zídek a zdí, pod uskladněným dřívím, kůlnami a přístavky. Zimní období přečkává zimním spánkem, do kterého upadá v říjnu nebo listopadu a který trvá většinou do května. Zimní hnízdo bývá zakryto vrstvou hrabanky a nemá vchod, protože jej ježci ucpou. Anděra uvádí, že začátek hibernace signalizuje ježkům vedle prodlužujících se nocí i pokles průměrné teploty vzduchu přibližně o 10 až 15 stupňů Celsia. V nepromrzajícím úkrytu spí ježek stočený na bok. Tělesná teplota se mu sníží na 5 až 8 stupňů Celsia a počet tepů srdce z dvou set až tří set na pouhých pět za minutu. V intervalech několika dní či týdnů se probouzí, aniž by opouštěl úkryt. Ježek umí dobře plavat, šplhat, a pokud je k tomu donucen, dokáže i poměrně rychle běhat.
Při pocitu ohrožení ježek zpevní a naježí bodliny, někdy nadskakuje a odrazuje také hlasitým funěním. Uslyší-li predátora (lišku, psa), stočí se do klubíčka; bodlinatá koule většinu živočichů odradí. Predátorem ježka je výr velký a tchoř.

## Potrava
Ačkoli je všežravec, dává přednost živočišné potravě, zvláště bezobratlým živočichům, mezi které patří slimáci, žížaly, brouci nebo jiný hmyz a jejich larvy. Preferuje žížaly, stonožky Glomeris marginata a Tachypodoiulus niger nebo zástupce čeledi střevlíkovitých Carabus nemoralis. Občas se přiživuje i žábami, malými hlodavci, mladými ptáky, ptačími vejci nebo plody. Potravu vyhledává čichem, který má výborně vyvinutý. Denně spotřebuje 50–70 g potravy, tedy asi desetinu své hmotnosti.

## Rozmnožování
Samička má pohlavní orgán u řitního otvoru, sameček téměř ve středu břicha. Páří se od května do října, přičemž se samec se samicí nejprve honí, poté samec do samice naráží, kouše ji, prská a syčí. Samička připravená k páření sklopí ostny na hřbetě, aby se sameček nepopíchal. Po 31denní až 35denní březosti rodí 2–10 mláďat, obvykle v jednom vrhu ročně. Mláďata váží pouhých 10–25 g, jsou slepá a holá – ostré a pevné bodlinky jsou zabořené hluboko v kůži. Po porodu kůže seschne a objeví se řídké bílé bodlinky, které jsou 24 hodin po porodu asi 2,5 cm dlouhé. Po několika dnech je doplní bodliny běžné barvy; po několika měsících jsou nahrazeny bodlinami dospělců. Do bodlinaté koule se ježčata dokáží schoulit po 11 dnech, vidět začínají po dvou týdnech života. V přírodě se ježek západní dožívá 2–3 let. (Zejména v prvním roce života je úmrtnost obrovská, asi 60 až 70 %. Značná je také během zimního spánku.)

## Výskyt
Obývá celé území Čech, Slezska a značnou část Moravy do podhůří Beskyd a jižně přibližně k hlavnímu toku Moravy. Na Slovensku se vyskytuje jen v posledních letech (doložený od roku 2004), a to jen ojediněle, převážně na hranicích s Českem. V Evropě se vyskytuje od Finska, kde byl vysazen, střední Skandinávie a Britských ostrovů po jih Pyrenejského poloostrova a Itálii, východní hranice areálu běží ze severozápadu evropské části Ruska přes západního Polsko, naše území do západního Slovinska. Vyskytuje se také na některých středomořských ostrovech (Korsika, Sardinie, Elba, Sicílie aj.). V místech hojnějšího výskytu ježka západního i ježka východního se někdy objevují obtížně určitelní jedinci (kříženci), kteří nesou znaky obou druhů. Po celé Evropě počet jedinců dlouhodobě ubývá.
V minulosti byl rovněž dovezen na Nový Zéland, v současnosti je tam široce rozšířen a ohrožuje mimo jiné původní druhy obojživelníků, ptáků a bezobratlých.

## Záchrana ježků

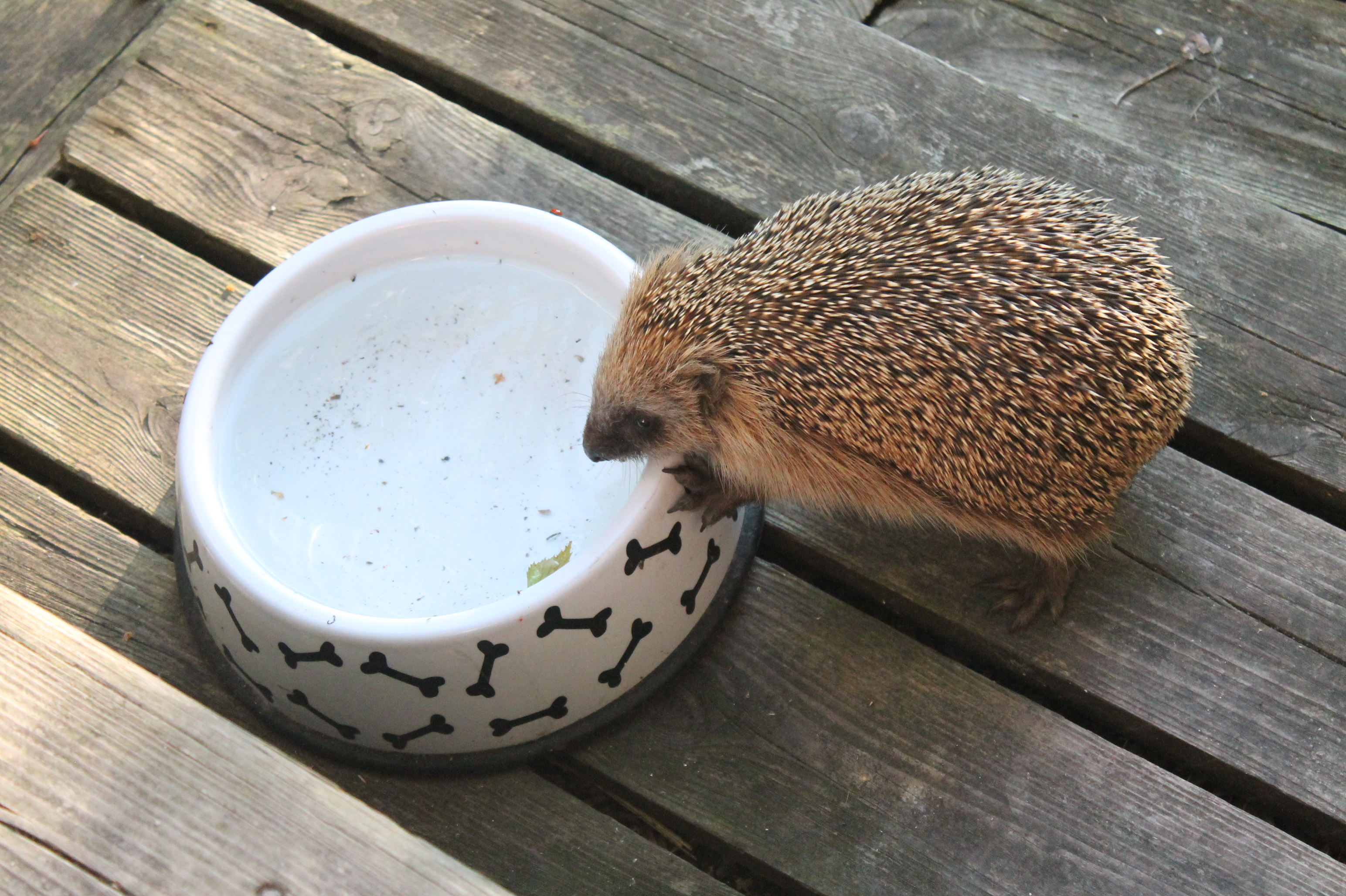

Obecně platí, že pokud je ježek coby noční živočich aktivní ve dne, není nikdy v pořádku. Pokud je to mládě, pravděpodobně přišlo o matku a hnízdo opustilo, protože trpí žízní a hladem. Tito malí ježci jsou tak zejména v horkých letních dnech ohroženi na životě. Potřebují vodu a kočičí granule a poté odvoz do záchranné stanice. Pokud je za dne venku dospělý ježek, je zřejmě zraněný nebo nemocný.
Hmotnost dospělého zdravého ježka by měla být nad 800 g. K úspěšnému přezimování potřebuje ježek hmotnost minimálně 600–700 g. Pokud koncem října ježek váží méně než 400 g nebo v listopadu méně než 600 g, potřebuje lidskou pomoc. Stejně tak, je-li zraněný, nemocný (pohybuje se obtížně, je malátný, při dotyku rukou nenaježí bodliny, nestočí se do klubíčka), lapený v pasti, nalezený během zimy, silně napadený parazity (klíšťata, blechy, muší vajíčka). Nejvhodnější je kontaktovat nejbližší záchrannou stanici.

## Zajímavost – české pojmenování
České rodové jméno „ježek“ je ustrnulá zdrobnělina původního rodového jména „jež“.